# Sender Herzogstand
Der Sender Herzogstand ist eine Sendeanlage, die sich auf dem Gipfel des 1.627 Meter hohen Fahrenbergkopfes, 900 Meter südöstlich des Gipfels des Herzogstandes befindet, in direkter Nähe zur Bergstation der Herzogstandbahn.
Die Sendeanlage besteht aus insgesamt drei freistehenden Rohrmasten: zwei gehören dem Bayerischen Rundfunk, wobei einer zur Ausstrahlung von Hörfunk und ehemals Fernsehen genutzt wird und der andere für den Ballempfang von einem anderen Senderstandort und dem Mobilfunk dient. Der dritte Rohrmast gehört hingegen der Deutschen Funkturm und dient der Ausstrahlung der privaten Programme. Das Versorgungsgebiet des Senders Herzogstand besteht hauptsächlich aus dem Walchen- und Kochelsee sowie dem nördlichen Alpenvorland.

## Frequenzen und Programme

### Analoger Hörfunk (UKW)

#### Sender des Bayerischen Rundfunks
| Frequenz (MHz) | Programm   | RDS PS            | RDS PI                | Regionalisierung | ERP (kW) | Antennendiagramm rund (ND)/gerichtet (D) | Polarisation horizontal (H)/vertikal (V) |
| -------------- | ---------- | ----------------- | --------------------- | ---------------- | -------- | ---------------------------------------- | ---------------------------------------- |
| 87,6           | BR24       | BR24____          | D315                  | –                | 0,1      | D (340–60°, 140–220°)                    | H                                        |
| 88,1           | Bayern 1   | B1_Obb__ BAYERN_1 | D411 (regional), D311 | Oberbayern       | 0,1      | D (350–40°, 170–210°)                    | H                                        |
| 91,0           | Bayern 3   | BAYERN_3          | D313                  | –                | 0,1      | D (350–40°, 170–210°)                    | H                                        |
| 97,0           | Bayern 2   | Bayern_2          | D312                  | -                | 0,1      | D (350–40°, 170–210°)                    | H                                        |
| 104,1          | BR-Klassik | BR-KLASS          | D314                  | –                | 0,1      | D (350–40°, 170–210°)                    | H                                        |

#### Sender der Deutsche Funkturm
Sender der Deutsche Funkturm, Betreiber: Media Broadcast.
| Frequenz (MHz) | Programm         | RDS PS   | RDS PI | Regionalisierung | ERP (kW) | Antennendiagramm rund (ND)/gerichtet (D) | Polarisation horizontal (H)/vertikal (V) |
| -------------- | ---------------- | -------- | ------ | ---------------- | -------- | ---------------------------------------- | ---------------------------------------- |
| 99,9           | Radio Alpenwelle | ALPENWEL | DB1A   | –                | 0,1      | D (350–40°, 170–210°)                    | H                                        |
| 102,0          | Antenne Bayern   | ANTENNE_ | D318   | –                | 0,1      | D (350–40°, 170–210°)                    | H                                        |
| 104,6          | Radio Oberland   | OBERLAND | D91E   | –                | 0,1      | D (160–220°)                             | H                                        |

### Digitales Radio (DAB)
DAB wird in vertikaler Polarisation und im Gleichwellenbetrieb mit anderen Sendern ausgestrahlt. Die Ausstrahlung erfolgt vom Sender des Bayerischen Rundfunks.
| Block                        | Programme | ERP (in kW) | Antennendiagramm rund (ND), gerichtet (D) | Gleichwellennetz (SFN) |
| ---------------------------- | --- | ----------- | ----------------------------------------- | --- |
| 11D Bayern (D__00165)        | DAB-Block des Bayerischen Rundfunks - Bayern 1 (Oberbayern) (96 kbps) - Bayern 1 (Niederbayern/Oberpfalz) (96 kbps) - Bayern 1 (Franken) (96 kbps) - Bayern 2 (96 kbps) - Bayern 3 (96 kbps) - BR-Klassik (144 kbps) - BR24 (72 kbps, Mono) - BR Schlager (96 kbps) - Puls (96 kbps) - BR Heimat (128 kbps) - BR Verkehr (16 kbps, Mono) - Antenne Bayern (80 kbps) - BR EPG (8 kbps Daten) - ARD TPEG (24 kbps) | 5           | D                                         | - Unterfranken: Alzenau (Hahnenkamm), Burgsinn (Main-Spessart), Dettelbach, Ebern, Gemünden, Hammelburg, Kreuzberg (Rhön), Miltenberg-Wenschdorf, Neustadt am Main, Obernburg am Main, Ostheim/Heidelberg, Pfaffenberg (Aschaffenburg), Schweinfurt (Schonungen), Volkach, Wertheim, Würzburg (Frankenwarte), Zeil am Main - Oberfranken: Bad Steben, Bamberg (Geisberg), Burgwindheim (geplant), Coburg (Eckardtsberg), Hof (Labyrinthberg), Kronach, Kulmbach, Ludwigsstadt (Ebersdorf), Ochsenkopf (Fichtelgebirge), Pegnitz - Mittelfranken: Büttelberg, Hesselberg, Hersbruck, Nürnberg (Fernmeldeturm), Rothenburg ob der Tauber, Treuchtlingen, Weißenburg - Oberpfalz: Altenstadt, Amberg (Hirschau), Amberg-Süd, Dillberg (Neumarkt), Fuchsmühl, Geigant, Hoher Bogen (Furth im Wald), Hohe Linie (Regensburg), Kallmünz (geplant), Pfreimd, Schönsee (Drechselberg), Weigendorf - Niederbayern: Brotjacklriegel, Deggendorf (Aletsberg), Dingolfing, Einödriegel, Kelheim, Landshut (Altdorf), Mainburg, Mallersdorf-Pfaffenberg, Oberfrauenwald, Passau (Kühberg), Pfarrkirchen, Rattenberg, Rotthalmünster, Viechtach (Weigelsberg) (geplant), Vilsbiburg - Schwaben: Augsburg (Hotelturm), Augsburg (Welden), Balderschwang (Oberberg), Grünten, Hühnerberg (Harburg), Markt Wald, Memmingen, Pfänder (Vorarlberg), Pfronten (Breitenberg), Ulm (Kuhberg) - Oberbayern: Bad Tölz (Gaißach), Berchtesgaden (Jenner), Eichstätt, Fürstenfeldbruck (Schöngeising), Gelbelsee, Herzogstand (Fahrenbergkopf), Hochberg (Traunstein), Hohenpeißenberg, Inntal (Ebbs), Isen, München-Freimann, München-Ismaning, München (Olympiaturm), Neuötting, Oberammergau (Laber), Pfaffenhofen (Wolfsberg), Pfaffenhofen (BR), Reit im Winkl, Untersberg (Salzburg), Tegernseer Tal (Wallberg), Wasserburg am Inn (Koblberg), Wendelstein (Bayrischzell) |
| 10A Obb/Schw (D__00354)      | DAB-Block der Bayern Digital Radio: - Bayern 1 (Schwaben) (96 kbps) - Bayern 1 (Mainfranken) (96 kbps) - BR24live (64 kbps, Mono) - Radio Teddy (72 kbps) - egoFM (72 kbps) - Arabella Bayern (96 kbps) - Rock Antenne Bayern (72 kbps) - BR EPG (8 kbps Daten) - BR News (8 kbps Daten) | 5           | D                                         | - Oberbayern: Bad Tölz (Gaißach), Berchtesgaden (Jenner), Eichstätt, Fürstenfeldbruck (Schöngeising), Gelbelsee (Ingolstadt), Herzogstand (Fahrenbergkopf), Hochberg (Traunstein), Hohenpeißenberg, Inntal (Ebbs), Isen, München-Freimann, München-Ismaning, München (Olympiaturm), Neuötting, Oberammergau, Pfaffenhofen (Wolfsberg), Reit im Winkl, Untersberg, Tegernseer Tal (Wallberg), Wasserburg am Inn (Koblberg), Wendelstein (Bayrischzell) - Schwaben: Augsburg (Hotelturm), Augsburg (Welden), Balderschwang (Oberberg), Grünten, Hühnerberg, Markt Wald, Memmingen, Pfänder (Vorarlberg), Pfronten (Breitenberg), Ulm (Kuhberg) |
| 7A Oberbayern Süd (D__00406) | DAB-Block der Bayern Digital Radio: - 106.4 TOP FM (80 kbps) - Radio Oberland (96 kbps) - Charivari (RO) (96 kbps) - Radio Galaxy (RO) (96 kbps) - AlpinFM (96 kbps) - Bayernwelle (96 kbps) - Radio ISW (80 kbps) - Radio Alpenwelle (96 kbps) - Münchner Kirchenradio (80 kbps) | 5           | D                                         | Bad Tölz (Gaißach), Berchtesgaden (Jenner), Herzogstand (Fahrenbergkopf), Hochberg (Traunstein), Hohenpeißenberg, Inntal (Ebbs), Isen, Neuötting, Oberammergau, Reit im Winkl, Untersberg, Tegernseer Tal (Wallberg), Wasserburg am Inn (Koblberg) (geplant), Wendelstein (Bayrischzell) |

### Analoges Fernsehen (PAL)
Vor der Umstellung auf DVB-T diente der Sendestandort weiterhin für analoges Fernsehen:

#### Sender des Bayerischen Rundfunks
| Kanal | Frequenz (MHz) | Programm       | ERP (kW) | Sendediagramm rund (ND)/ gerichtet (D) | Polarisation horizontal (H)/ vertikal (V) |
| ----- | -------------- | -------------- | -------- | -------------------------------------- | ----------------------------------------- |
| 5     | 175,25         | Das Erste (BR) | 0,1      | D                                      | H                                         |

#### Sender der Deutsche Funkturm
Sender der Deutsche Funkturm, Betreiber: Media Broadcast.
| Kanal | Frequenz (MHz) | Programm                                   | ERP (kW) | Sendediagramm rund (ND)/ gerichtet (D) | Polarisation horizontal (H)/ vertikal (V) |
| ----- | -------------- | ------------------------------------------ | -------- | -------------------------------------- | ----------------------------------------- |
| 21    | 471,25         | ZDF                                        | 0,8      | D                                      | H                                         |
| 50    | 703,25         | Bayerisches Fernsehen (Schwaben/Altbayern) | 0,8      | D                                      | H                                         |